# فومییا یاماموتو
فومییا یاماموتو (ژاپنی: 山本 郁弥؛ زادهٔ ۱۲ ژوئیهٔ ۱۹۸۸) یک بازیکن فوتبال اهل ژاپن است.
از باشگاه‌هایی که در آن بازی کرده‌است می‌توان به باشگاه فوتبال یوکوهاما مارینوس اشاره کرد.